# Márfy Gabriella
Márfy Gabriella (asszonynevén Vargáné Márfy Gabriella) magyar festőművész, Varga István Attila üzletember felesége.

## Életpályája

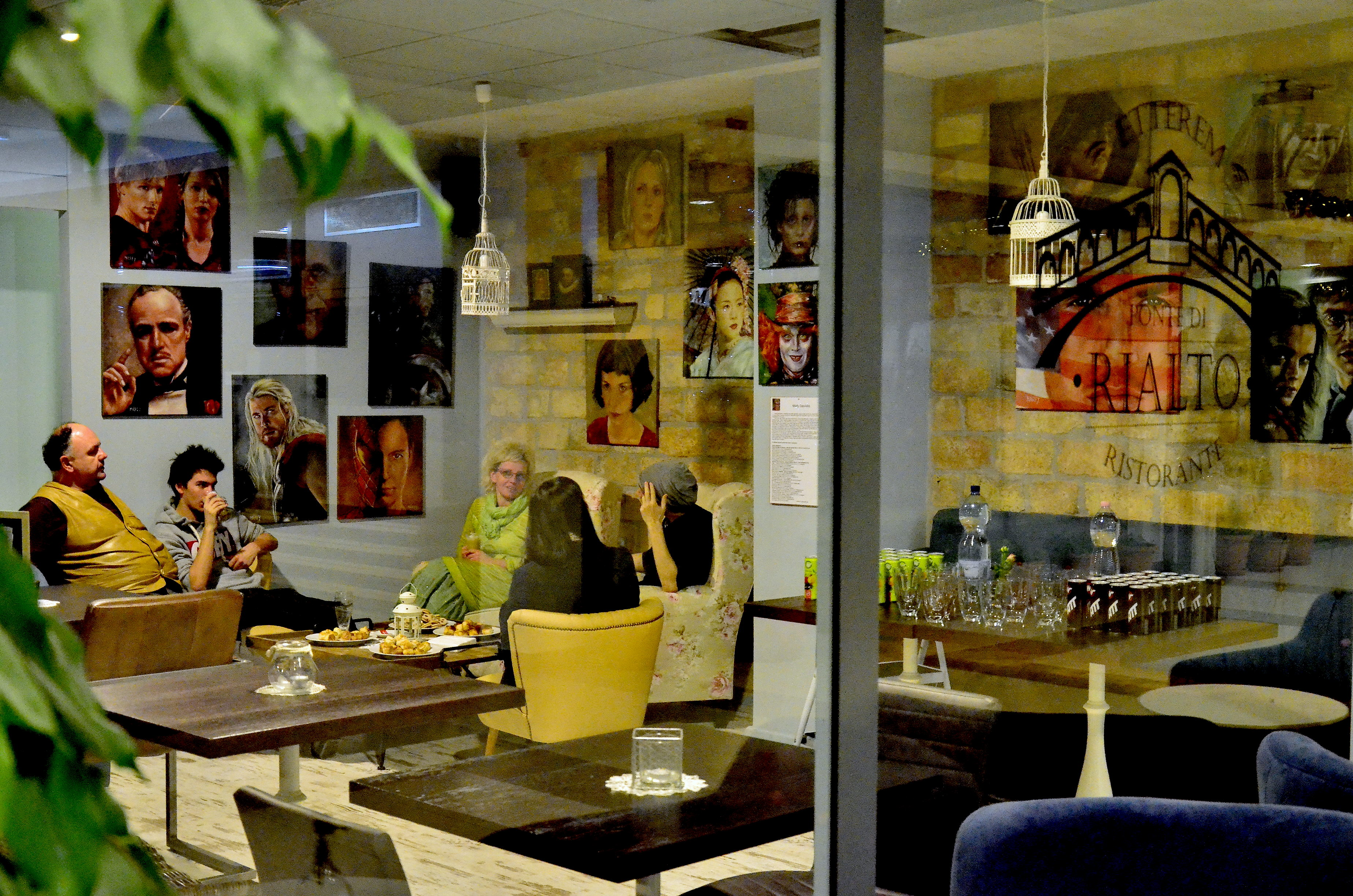
Rialto Marfy

## Kiállításai
- Pátria Kávéház és Étterem - állandó kiállítás 2015.11.25. Székesfehérvár
- Kuti Galéria 2015. szeptember 19. Budapest
- Óbudai Egyetem 2015. április 23. Székesfehérvár
- Pagoda Galéria - közös kiállítás 2015. március 26. Budapest
- Klauzál Gábor Művelődési Központ 2015. március 4. Budapest
- Soós István Borászati Szakképző 2014.09.06. Budapest
- Közép- dunántúli Országos Bv. Intézet 2014.04.16. Székesfehérvár Erzsébetligeti Színház 2014.03.18. Budapest
- Vodafone Sportcentrum - állandó kiállítás 2014.01.11. Székesfehérvár
- Rajkó – Talentum Művészeti Szakközépiskola 2013.12.13. Budapest
- NamasTee teaház 2013.12.09. Budapest
- KAZI30 - közös kiállítás 2013.11.23. Budapest
- Alba Plaza 2013.11.19. Székesfehérvár
- Bálint Borárium Pince Galéria 2013.11.16. Pázmánd
- Astro Tea- és Kávéház - állandó kiállítás 2013.10.17. Győr
- Osztrák Sörház 2013.08.23. Székesfehérvár
- Grál Ház - állandó kiállítás 2013.08.01. Budapest
- A Szabadművelődés Háza 2013.07.10. Székesfehérvár
- Mákvirág Galéria 2013.06.24. Lakitelek
- Erzsébetligeti Színház – közös kiállítás 2013.06.06. Budapest K&H Bank 2013.06.02. Székesfehérvár
- Art - Tér Képkeretezés és Galéria 2013.05.14. Békéscsaba
- NamasTee Teaház 2013.05.06. Budapest
- Édességtár 2013.04.10. Székesfehérvár
- Magnet Közösségi Ház 2013.03.09. Budapest
- Árpád Fürdő Galéria - Közös kiállítás 2012.12.03. Székesfehérvár Volksbank Galéria - közös kiállítás 2012.11.22. Székesfehérvár A Szabadművelődés Háza 2012.07.17. Székesfehérvár
- Sun Garden Étterem Galéria - közös kiállítás 2012. 06.11. Budapest
- Árpád Fürdő 2012.05.23. Székesfehérvár
- Műhely Kávéház 2012.04.06. Székesfehérvár
- Volksbank Galéria 2012.02.09. Székesfehérvár
- Unio Gallery 2012.01.08. Budapest

## Állandó kiállításai
Pátria Kávéház és Étterem - állandó kiállítás 2015.11.25-től Székesfehérvár "LélekCsillagok" állandó festmény kiállítás
Astro Tea- és Kávéház, 9023 Győr, Attila u. 9. "Basketball" állandó festmény kiállítás Vodafone Sportcentrum 8000 Székesfehérvár, Gáz u. 19.
Ponte Di Rialto Étterem - 2481 Velence, Tópart u 47. Velence-Tó Kapuja  "A Filmvilág Hősei Velencén"

## Díjai
- Fejér vármegyei Prima díj (2023)[2]